# Allen Bard
Allen J. (Joseph) Bard, född 18 december 1933 i New York, död 11 februari 2024 i Austin, Texas, var en amerikansk kemist, framförallt inom elektrokemi.
Bard studerade vid City College of the College of New York där han tog bachelorexamen (B.S.) 1955 och sedan vid Harvard University där han tog masterexamen (M.A.) 1956 och Ph.D.-examen 1958. Han började arbeta vid University of Texas at Austin 1958, och tillbringade hela sin karriär där, från 1967 som fullvärdig professor.
Hans forskning gällde framför allt elektrokemi.

## Utmärkelser
Bard var ledamot av The National Academy of Sciences från 1982, av American Academy of Arts and Sciences från 1990 och av American Philosophical Society från 2000. Han tilldelades Priestleymedaljen 2002 och Wolfpriset i kemi 2008 tillsammans med William E. Moerner.
- ACS Award in Analytical Chemistry,  1984[9]
- Olin Palladium Award,  1987[9]
- Willard Gibbs-priset,  1987[9]
- Centenary Prize från Royal Society of Chemistry,  1987
- ACS Division of Analytical Chemistry Award in Electrochemistry,  1988[9]
- Oesper Award,  1989[10]
- Fellow of the American Academy of Arts and Sciences,  1990
- Sigillum Magnum,  1996
- NAS Award in Chemical Sciences,  1998
- Linus Pauling Award,  1998[11]
- Priestleymedaljen,  2002[12]
- William H. Nichols Medal Award,  2004[13]
- Welch's kemipris,  2004[14]
- Wolfpriset i kemi,  2008[15]
- Clarivate Citation Laureates,  2011[16]
- National Medal of Science,  2011
- Enrico Fermi-priset,  2013[17]
- Torbern Bergmanmedaljen,  2014[18]
- Luigi Galvani-medaljen

[Redigera Wikidata]